# کمپین ریاست‌جمهوری اندرو ینگ، ۲۰۲۰
کمپین ریاست‌جمهوری اندرو ینگ، ۲۰۲۰ (انگلیسی: Andrew Yang 2020 presidential campaign) در ۶ نوامبر ۲۰۱۷ اعلام شد.